# Yelyzaveta Mereshko
Yelyzaveta Danilivna Mereshko (en ukrainien : Мерешко Данилівна Єлизавета), née le 8 juillet 1992 à Kherson, est une nageuse handisport ukrainienne.
Elle concourt dans la catégorie S6 pour les athlètes ayant un usage limité de leurs jambes ou leur tronc.

## Biographie
Yelyzaveta Mereshko débuta la natation au niveau international en 2015 lors des championnats du monde où elle termine 1re du 400 m nage libre S6 ainsi que du 50 m et du 100 m S6. En 2016, aux Jeux paralympiques, Mereshko remporte trois titres olympiques (50 m, 100 m et 400 m nage libre S6) et une médaille d'argent (200 m 4 nages).
Lors des championnats du monde de natation handisport 2019 à Londres, elle remporte la médaille d'argent du 200 m 4 nages SM6 derrière la Britannique Maisie Summers-Newton.
Aux Jeux paralympiques d'été de 2020, elle remporte l'or sur le 200 m 4 nages SM6 ne battant le record du monde en 2 min 56 s 90. Elle est également médaillée d'or en 100 m brasse SB5.

## Distinctions
- 2016 : Ordre du Mérite, 3e classe[5]
- 2020 : Maître des sports d'Ukraine[5]

## Palmarès

### Jeux paralympiques
| Discipline / Année         | Rio 2016 | Tokyo 2020 |
| 50 m nage libre            | Or       | Or         |
| 100 m nage libre           | Or       | Bronze     |
| 400 m nage libre           | Or       | Argent     |
| 100 m brasse               | Or       | Or         |
| 100 m dos                  | 4e       | 6e         |
| 200 m 4 nages              | 8e       | Argent     |
| Relais 4 × 50 m nage libre | Bronze   | 4e         |

### Championnats du monde
| Discipline / Année         | Glasgow 2015 |
| 50 m dos                   | Or           |
| 100 m dos                  | Or           |
| 50 m nage libre            | Argent       |
| 100 m nage libre           | Or           |
| 200 m 4 nages              | Or           |
| Relais 4 × 50 m nage libre | Argent       |

### Championnats d'Europe
| Discipline / Année                | Eindhoven 2014 | Funchal 2016 |
| 50 m nage libre                   | Or             | Argent       |
| 100 m nage libre                  | Or             | ―            |
| 200 m nage libre                  | Argent         | ―            |
| 100 m brasse                      | ―              | Argent       |
| 100 m dos                         | —              | Bronze       |
| 200 m 4 nages                     | ―              | Argent       |
| Relais 4 × 50 m nage libre 20 pts | Or             | ―            |
| Relais 4 × 5 m 4 nages 20 pts     | Or             | ―            |